# 全ての教皇に関する大司教聖マラキの預言

『生命の木』（1595年）に掲載された聖マラキの予言の一部

全ての教皇に関する大司教聖マラキの預言（すべてのきょうこうにかんするだいしきょうせいマラキのよげん、Prophetia S. Malachiae, Archiepiscopi, de Summis Pontificibus）は、12世紀北アイルランドの都市アーマーの大司教聖マラキ（マラキアス）が行ったとされている、歴代ローマ教皇に関する予言である。本記事名は現在確認されている範囲での初出に当たる『生命の木』（1595年）に採録されたときのものだが、一般には単に「聖マラキの予言」「教皇（について）の予言」などと呼ばれる。実際には1590年に作成された偽書と見なすのがほぼ定説となっており、その立場からは「偽マラキの予言」と呼ばれることもある。

## 概要
これは、1143年に就任した165代ローマ教皇ケレスティヌス2世以降の、対立教皇10人を含む111人（または112人かそれ以上）の歴代教皇についての予言である。
予言は2語から4語の極めて簡素なラテン語の標語111個と、112番目に当たる最後の散文によって構成されている。標語は原則として教皇が就任した順に並んでおり、該当する教皇の就任前の姓名、紋章（家紋や出身都市の市章などを含む）、出身地名、家柄、性格、在位期間の特徴的な事件などのいずれか1つないし複数を予言しているとされる。一部の終末論者やそれに便乗する文献などは、同予言書で111番目に当たる教皇のとき、またはその次の教皇のときに何らかの激変が起こるのではないかという形で採り上げてきた。
しかし、この予言が最初に公刊されたのはマラキの死から450年近く後の1595年のことであり、それ以前の時代において予言の存在を示す情報は伝聞レベルですら一切確認されていない。当時の時代状況や似たような偽予言群の存在などから、1590年のコンクラーヴェにあわせて偽作された予言であることがほぼ定説化している。

## 最初の公刊と時代背景

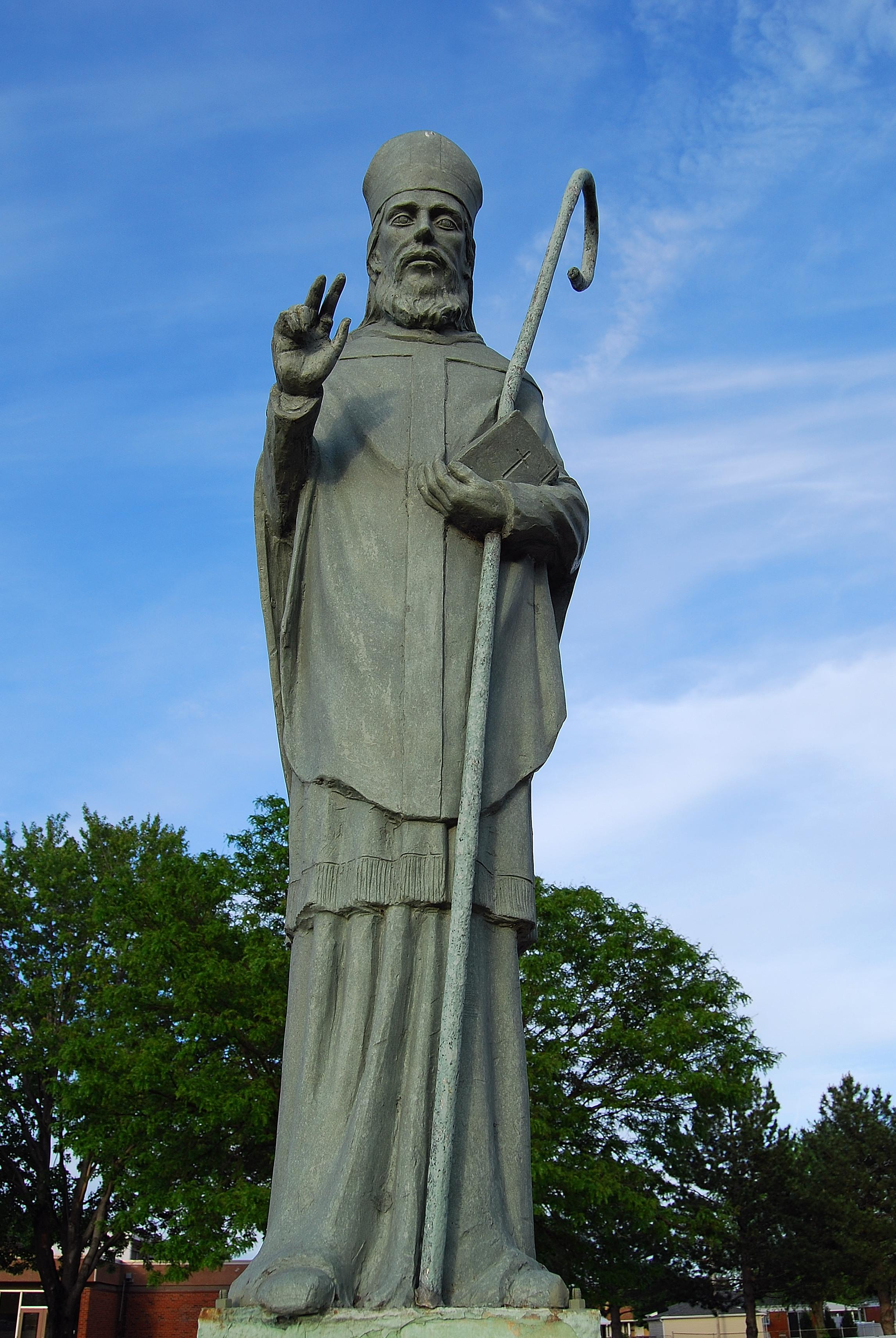
聖マラキの立像。彼を取巻く同時代人の中に、この予言について言及した者はいない。

1595年にベネディクト会の修道士アルノルド・ヴィオンが、ヴェネツィアで刊行した著書『生命の木』(Lignum Vitae) に収録したのが、この予言の初めての公刊であった。信奉者寄りの著書では、バチカンの文書保存庫からヴィオンが見つけ出したとされることもあるが、ヴィオン自身は『生命の木』で「その予言を知ったが、まだ公刊されていないようだから収録した」という趣旨のごく簡単な説明しか行わず、詳細な出典については何ら触れていない。バチカン図書館側でも詳細な調査が行われたが、この予言についての記録はついに発見されなかったと指摘されている。
現在では、最初にこの予言が創られたのは1590年と考えられている。実際、『生命の木』では過去のものとなった標語にラテン語で「解説」がつけられているが、それはウルバヌス7世（在位1590年）までで止まっている。ヴィオンは解説の著者として、スペイン人のドミニコ会士アルフォンソ・チャコンの名を挙げているが、チャコン自身の書き物ではこの解説に触れているものが一切ないため、真偽は定かではない。
偽作の直接的な動機としては、ウルバヌス7世の次の教皇に当たる標語が『町の古さによって』（75番）となっていることから、オルヴィエート（「古い町」が語源とされる）の司祭だった枢機卿ジロラモ・シモンチェッリを教皇にしようとしたものではなかったかと考えられている。偽作者は特定されておらず、明確な根拠が示されているわけではないが、最初の紹介者であるヴィオン自身が偽作したわけではないだろうと見るのが一般的である。ヴィオンが示した原文が初出となっているが、彼が依拠したはずの写本は見付かっていないため、オリジナルに忠実かにも議論がある。1598年に出されたロベルト・ルスカの版（ラテン語の標語にイタリア語の解釈が付いている）はその内容からヴィオンをそのまま踏襲していないと判断する者もおり、その立場ではルスカもヴィオン以前の資料を参照しえたのではないかと指摘されている。また、題名についても、1624年にトマス・メシンガムが紹介した時には、マラキの肩書きが単に「大司教」ではなく、「アーマー大司教」「教皇特使」などとより詳しい形で書かれており、初期の版には揺れがあった。
さて、歴代教皇を順に予言するというスタイルは、16世紀にはおなじみのものだった。中世に出現した図像と文章を組み合わせた予言書『全ての教皇に関する預言』の亜流として、16世紀頃の歴代教皇を予言するといった体裁の偽書がいくつも出ており、マラキの予言以外に少なくとも9種が存在していた。なかでも、1589年（マラキの予言が偽作されたと考えられている前年）には、『大修道院長ヨアキムの予言』と称するピウス4世（在位1559年 - 1565年）以降の歴代教皇を予言するとした偽書も出現しており、これがマラキの予言のモデルになったという説もある。歴代教皇を対象とする偽予言は、シクストゥス5世（在位 1585年 - 1590年）の在位期間前後に多く出されていたことも知られている。
また、マラキの予言が偽作されたと考えられている1590年には、同じ教皇選挙に関連して『ウルバヌス7世の後継者に関する神々しきビルギッタの予言』 (Prophetia Divae Brigittae...in succesorem Urbani VII) など、ほかの予言者に仮託した偽書も刊行されていた。1590年のコンクラーヴェを対象とした偽予言群の存在は、スペイン国王フェリペ2世が教皇選挙に積極的に介入していた状況や、フランスでのカトリック同盟とアンリ4世の対立が激化していた状況など、1590年当時の諸状況に影響された政治的動機によって生み出された可能性も指摘されている。
ちなみに、このとき実際に選ばれた教皇はオルヴィエートのシモンチェッリではなく、元ミラノ大司教のグレゴリウス14世であった。しかし、信奉者たちは、『町の古さによって』がグレゴリウス14世を的中させていると主張してきた（解釈例は後述）。

## 解釈をめぐる論争

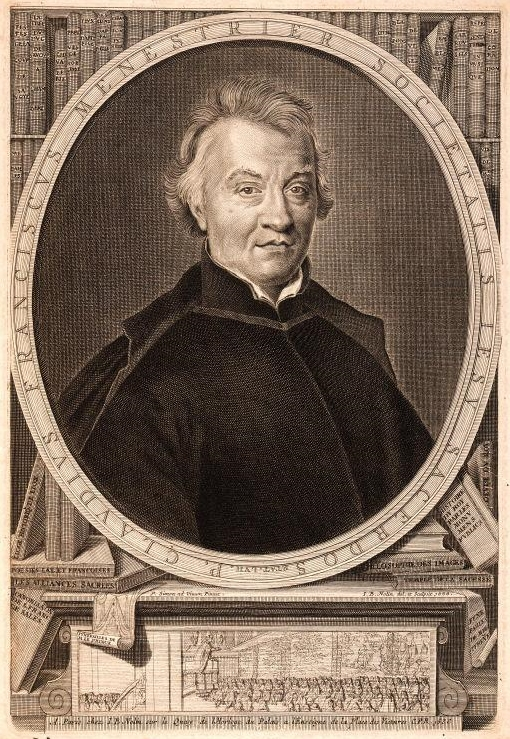
クロード＝フランソワ・メネストリエ

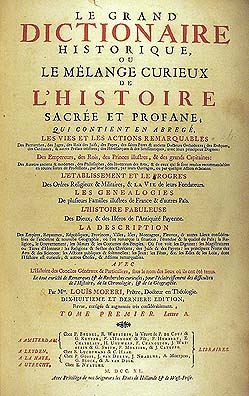
モレリの『歴史大事典』（1740年版）

この予言に関しては、初出から100年近く後になって、イエズス会士のクロード＝フランソワ・メネストリエが初めて本格的な偽作説を提示した。『誤って聖マラキに帰せられている教皇選挙に関する予言への反駁』（1689年）などのパンフレットで示された彼の指摘はその後の偽作説の基盤となり、それをさらに敷衍したのが神学博士のルイ・モレリ（1643年 - 1680年）であった。モレリはその大著『歴史大事典』（初版1674年、死後も増補された）の聖マラキの項において、信奉者側の解釈も含めたマラキ予言の紹介と包括的な批判を行なった。彼らの批判の要点は、前述したシモンチェッリ関連を除くと、おおよそ以下のようにまとめることができる。
1. 1595年以前の伝聞が存在しない[19]。
マラキの予言は1595年に公刊されるまで、誰一人として言及していなかった。マラキと交流があった同時代人クレルヴォーのベルナルドゥスはマラキの伝記をまとめ、彼に予言の才能があったと紹介しているが、そのベルナルドゥスですら教皇に関する予言について何も語っていない[20][21][注釈 6]。また、ローマの動向を聞き及ぶことができたはずの同時代の各地の著名な聖職者たちの証言もいっさい見当たらない[20][21]。
教皇についての歴史や年代記を執筆した人々はマラキの死後何人も出ているが、彼らの著書でもいっさい触れられていない。特にヴィオンが解説者として言及しているチャコンは、歴代教皇の生涯について書いているにもかかわらず、そこでも一切の言及が見られない[20][21]。
アイルランドの著述家たちには、母国の聖人伝のようなものをまとめた人々がいるが、彼らも誰ひとり言及していなかった[20][22]。
2. 1595年以前の教皇の配列がおかしい。
対立教皇が10人含まれているが、その標語の中で「スキスマ」（分裂）やその類語を用いて対立教皇であることを明示しているのは2人だけで、あとは正式な教皇と入り混じっている[20]。
さらに、対立教皇の配列順が年代的に誤っている。マラキの予言では、一般的なローマ教皇の一覧に比べて、順序の異なっている箇所が2箇所ある。まず、標語6番から8番は3人の対立教皇にあてられているが、彼らは9番に当てはめられているアレクサンデル3世の選出に反対した3人の枢機卿が順に立ったものなので、アレクサンデル3世を先に置くのが一般的である[20][23]。また、アレクサンデル3世に反対した4人目の対立教皇であるインノケンティウス3世が抜けている。こうした不適切な配列は、16世紀の年代記の誤りを引き写した可能性が指摘されている[23][24]。
42番から51番はいわゆる教会大分裂期の教皇であるが、アヴィニョン選出の対立教皇（42-44番）を最優先するという明確な意図が読み取れる[25]。ついでローマ選出の教皇（45-48番）、ピサ選出の対立教皇（49-50番）の順になっているが、この結果、対立教皇クレメンス8世（44番）よりもマルティヌス5世（51番）の方が7つも後という、変則的な配列になっている[20][23]（マルティヌス5世が選出されたコンスタンツ公会議で、当時のアヴィニョン教皇であったベネディクトゥス13世は強制的に廃位とされた。その没後アヴィニョンで立った対立教皇がクレメンス8世である）[注釈 7]。
3. 1595年以前の予言については、事実関係に誤りが含まれている。
以下のリストで見るように、16世紀当時には正しいとされていた情報に基づいて予言が書かれているが、のちに誤りであると判明したり、事実か疑わしくなっている事柄が含まれている[26][27]。
4. 標語があまりにも漠然としすぎている。
現代でも1595年以降の曖昧さはしばしば批判されるが（後述）、メネストリエは1595年以前についても、短い標語にすぎないのだから、こじつければほかの教皇にも十分に適合することを実際に示した。たとえば、『追い払われた敵』（2番）は、標語の対象時期直前の対立教皇アナクレトゥス2世（在位1130年 - 1139年）によく当てはまる。彼はローマ市民らの支持は取り付けていたが、有力者らからは徹底的に批判され、その死後、クレルヴォーのベルナルドゥスは別の聖職者に「敵が追い払われた」という趣旨の言葉を書き送ったからである[28]。また、現在の予言書で『追い払われた敵』に対応しているルキウス2世は、『山の大きさ（偉大さ）によって』（3番）に当てはめてもおかしくない。彼はエルサレムの聖十字架修道参事会員などだったことがあり、エルサレムのゴルゴタの丘はイエス・キリストの磔刑が執行された大いなる丘（小山）だからである[28]。メネストリエはこんな調子で序盤の予言の対応関係を次々に入れ替えてみせた[28]。

こうした偽書説に対し、19世紀後半になるとパレ＝ル＝モニアルの病院附司祭でオータンの名誉参事会員だったフランソワ・キュシュラ (François Cucherat) が、マラキの予言は真作であるという立場から擁護論を展開し、マラキは苦境にあったインノケンティウス2世を励ますために予言を献上したが、それ以降バチカンで秘匿され続けたために、同時代やそれ以降の証言が一切ないのだとした。この擁護論は後にカトリック百科事典の「予言」の項でも引き合いに出されることになるが、それに対しては、アルスターのカトリック司祭であったM. J. オブライエンが『いわゆる聖マラキの予言に関する歴史的・批判的報告』（1880年）の中で反論し、キュシュラが主張した話の信憑性に疑問を呈するとともに、ひとつひとつの標語について信奉者側の解釈を紹介しつつ、懐疑的な検証も行なった。
その後も神学博士・哲学博士のカトリック神父ジョゼフ・メートルが、1901年から1902年にかけて2冊の大著をものして擁護論を展開するなどしたが、少なくとも従来の百科事典や人名事典、キリスト教やカトリックに関する専門事典などでは、16世紀に捏造された偽書として扱われるのが普通である。東京のフランシスコ会聖アントニオ神学院教授、同校長などを歴任したカトリック神父のセラフィノ・フィナテリも、19世紀ドイツの神学者アドルフ・フォン・ハルナックの見解を引き合いに出しつつ、偽書と断じた。また、オックスフォード大学のセント・アンズ・カレッジ副学寮長だった宗教史家のマージョリ・リーヴスや、予言テクストの史的分析によってパリ第10大学で博士号を取得したジャック・アルブロンといった歴史学者たちも、その偽作された背景に関する分析などを展開した。アルブロンはフランス国立図書館が1994年1月から2月に開催した展示会「占星術と予言」にも関わっており、同展示会のカタログでは、聖マラキの予言関連の文書は中世の『全ての教皇に関する預言』の流れを汲む偽書およびその解釈書と位置づけられていた。フランスの超領域学術研究国際センター研究員で宗教心性史などが専攻のジョルジュ・ミノワも、やはり偽作という立場で言及している。ほかにサクラメント・シティ・カレッジ名誉教授の哲学者ロバート・キャロルは、疑似科学方面への懐疑的項目を多く収録した著書『懐疑論者の事典』の「マラキ・ウア・モルガイル大司教」の項目において、偽書かどうかは断じていないが、信奉者的な立場から解釈する行為を「靴べら的行為」のひとつと位置づけている。
偽作説が有力視されるようになってからも、通俗的な信奉者たちは予言解釈を積み重ね、それぞれの標語が教皇自身や歴史的事件を的中させていると主張してきた。そして、ヨハネ・パウロ2世（就任順から110番目の標語に対応する）が在位している頃までは、在位年数の平均などを元に、マラキの最後の予言（ローマ教会または世界の破滅）が1999年頃に実現すると考える者たちもいた。その結果、ノストラダムス予言にある1999年の恐怖の大王による破局と重ねて解釈されることもしばしばであった。ヨハネ・パウロ2世の在位期間は長期にわたったが、112番目を1999年と重ねて解釈する論者にとっては、彼が早く退位しないと都合が悪い。そこで、1990年代の予言信奉者たちには、ノストラダムス予言などの解釈結果として、ヨハネ・パウロ2世が1999年以前に暗殺されて、次の教皇が即位するなどと主張する者も少なからず見られた。1999年が何事もなく過ぎると、今度は2012年人類滅亡説が広まるに従い、その種の予言解釈本やオカルト雑誌『ムー』の増刊などでは、マラキの予言が示す最後の時期も近く訪れるという形で紹介されることもしばしばであった。

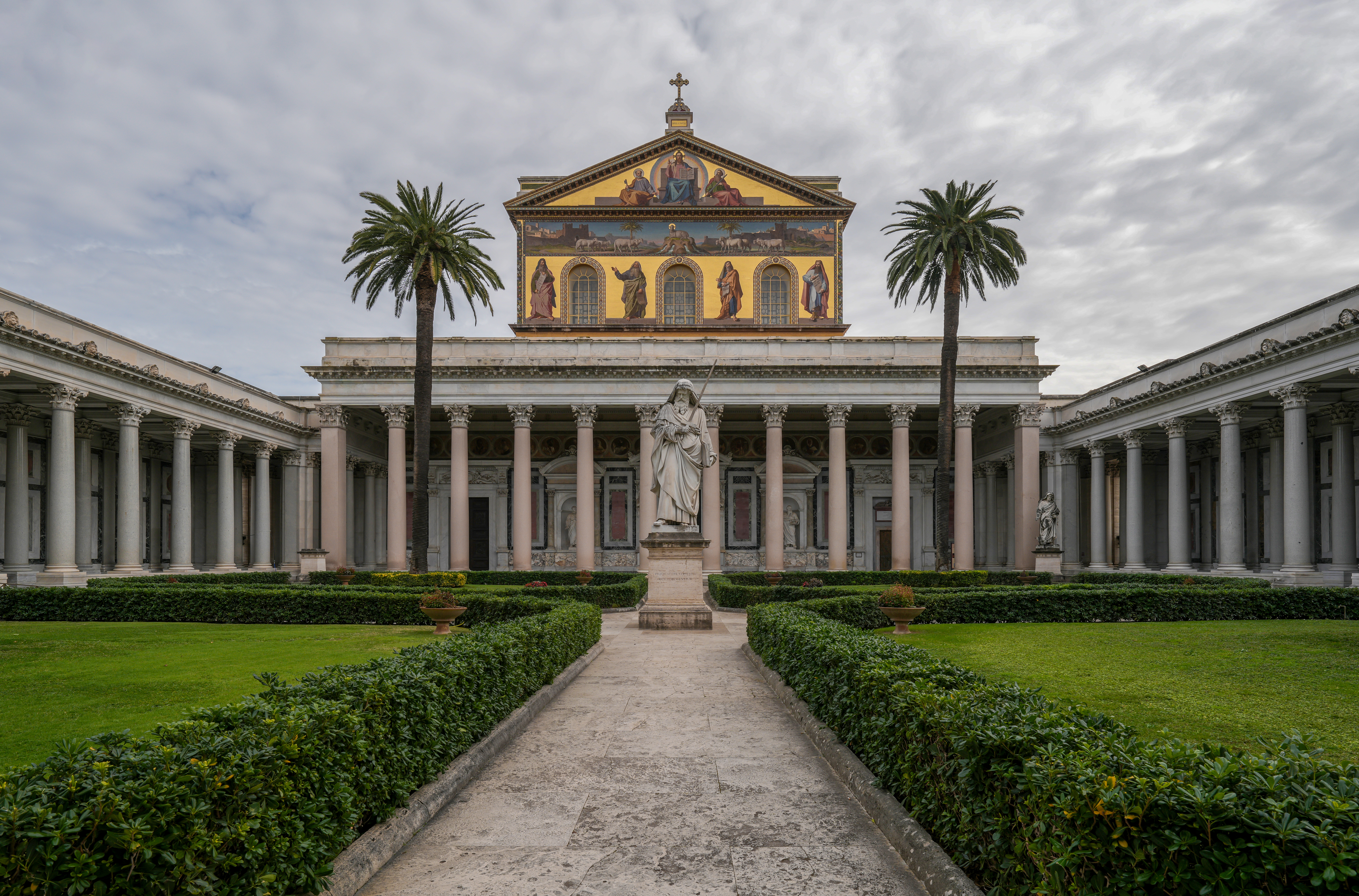
歴代教皇の肖像画が掲げられているサン・パオロ・フオーリ・レ・ムーラ大聖堂

なお、信奉者のダニエル・レジュは、ローマのサン・パオロ・フオーリ・レ・ムーラ大聖堂（19世紀に焼失したのち再建）の歴代教皇の肖像画を掲げるスペースが、ヨハネ・パウロ2世の時点で、彼のほかにあと1人分しか空いていないとして、大聖堂を再建した時点での教皇庁が聖マラキの予言を信じていた証拠だと主張していた。日本の関連文献にはこれをそのまま紹介しているものもあったが、懐疑主義者団体ASIOSの原田実は逆に、ベネディクト16世の時点でさえもまだ何代分もの空白があり、聖マラキの予言が教皇庁では気にかけられていない証拠ではないかと主張している。
現在の偽作説では、どのような方法で偽作されたのかについても仮説が提示されている。まず、予言の標語（最後の散文を除く）が111あるのは、1590年の段階で過去に当たっていた74人分に、その半分（37人分）を付け加えただけに過ぎない。単純に計算した場合、（1143年から1590年向けの半分であるので）19世紀初め頃までの予言しか想定していなかったことになるが、これは終末がそう遠くないと考えられていた16世紀当時の予言的言説と整合的である。
さらに、そうして作成された1590年の段階で未来に当たっていた予言句は、16世紀当時に知られていた聖書外典や予言書のテクストから安直に単語を拾い集めて捏造されている可能性がある。一例を挙げるなら、『天使的牧者』（106番）は、ヨハン・リヒテンベルガーの占筮第36章に出てくる天使教皇たち（終末に天から遣わされると考えられた中世の伝説的教皇で、「天使的牧者」とも呼ばれた）についての記述から借用されている可能性がある。また、同章で言及されている、後を継ぐ3人の聖者のうち、「船乗りと呼ばれることになる」1人目は『牧者にして船乗り』（107番）の、「太陽が高揚の位置にある時に現れる」3人目は『太陽の労働によって』（110番）の、それぞれ基になった可能性があると指摘されている。

## 予言一覧
以下に予言の一覧を掲げる。便宜的に現在一般的に通用している番号をつけたが、本来の予言には番号がいっさい付いていない。また、就任前の姓名については、原語での言葉遊びになっている事例が複数あることから、カナ表記に直していない。

### 1番から74番
1590年のウルバヌス7世に対応する74番までの標語には、初出である『生命の木』に収録された時点で、対応する教皇の名前と簡潔な解説がつけられていた。以下では、標語、教皇名、解説を原典どおりに記載する。解説欄のかぎ括弧は、初出の解説の和訳である。解説は適宜、後代の解釈や批判を織り交ぜているものもある。
| 当初から解説付きの予言（1143年 - 1590年） | 当初から解説付きの予言（1143年 - 1590年） | 当初から解説付きの予言（1143年 - 1590年）                        | 当初から解説付きの予言（1143年 - 1590年） | 当初から解説付きの予言（1143年 - 1590年）                                                  |
| 番号                                      | 標語                                      | 教皇名（在位期間） 就任前の名                                    | 『生命の木』の解説 | 紋章                                                                                       |
| ----------------------------------------- | ----------------------------------------- | ---------------------------------------------------------------- | --- | ------------------------------------------------------------------------------------------ |
| Ex caſtro Tiberis.                        | Ex caſtro Tiberis.                        | Cœleſtinus. ij.                                                  | Typhernas. | Typhernas.                                                                                 |
| 1.                                        | ティベリウスの城より                      | ケレスティヌス2世 (1143–1144) Guido de Castello                  | 「ティフェルヌム出身者」。 ケレスティヌス2世の出身地であるチッタ・ディ・カステッロはテヴェレ川沿いにあり、かつてティフェルヌム＝ティベリヌムといった。 |                                                                                            |
| Inimicus expulſus.                        | Inimicus expulſus.                        | Lucius. ij.                                                      | De familia Caccianemica. | De familia Caccianemica.                                                                   |
| 2.                                        | 追い払われた敵                            | ルキウス2世 (1144–1145) Gherardo Caccianemici del Orso           | 「カッチャネミチ家から」。 イタリア語では “Cacciare” は「追い払う」、“nemici” は「敵たち」を意味する。 |                                                                                            |
| Ex magnitudine mõtis.                     | Ex magnitudine mõtis.                     | Eugenius. iij.                                                   | Patria Ethruſcus oppido Montis magni. | Patria Ethruſcus oppido Montis magni.                                                      |
| 3.                                        | 山の大きさより                            | エウゲニウス3世 (1145–1153) Bernardo dei Paganelli               | 「モンテマグノの町からのエトルリア人」。 この教皇はピサ近郊のモンテマニョ（Montemagno, 大きな山の意味）生まれとされていた。しかし、現在はピサ出身とされている。信奉者の中には、ピサ生まれという説を認識しつつも、ピサ司教区にモンテマニョが含まれているのだから、大した問題ではないと主張する者もいる。 |                                                                                            |
| Abbas Suburranus.                         | Abbas Suburranus.                         | Anaſtaſius. iiij.                                                | De familia Suburra. | De familia Suburra.                                                                        |
| 4.                                        | スブッラからの大修道院長                  | アナスタシウス4世 (1153–1154) Corrado di Suburra                 | 「スブッラの家族から」。 彼は大修道院長だったことがあり、生まれた土地は地元ではスブッラと呼ばれていたという。姓がスブッラと呼ばれるのは、中世にはしばしば姓が出生地に基づくことによる。確かに従来、彼はアヴィニョンで大修道院長だったといわれていたが、実際のところは教区付きの聖職者に過ぎなかった。そのことを認める信奉者には、「大修道院長」は象徴的な表現だと解釈する者もいる。 |                                                                                            |
| De rure albo.                             | De rure albo.                             | Adrianus. iiij.                                                  | Vilis natus in oppido Sancti Albani. | Vilis natus in oppido Sancti Albani.                                                       |
| 5.                                        | 白き野より                                | ハドリアヌス4世 (1154–1159) Nicholas Breakspear                  | 「セント・オールバンズの町の貧しい生まれ」。 彼はハートフォードシャーのセント・オールバンズ (St Albans) 近郊で生まれた。 |                                                                                            |
| Ex tetro carcere.                         | Ex tetro carcere.                         | Victor. iiij.                                                    | Fuit Cardinalis S. Nicolai in carcere Tulliano. | Fuit Cardinalis S. Nicolai in carcere Tulliano.                                            |
| 6.                                        | 耐え難い牢獄から                          | 対立教皇ウィクトル4世 (1159–1164) Ottaviano Monticello           | 「彼はサン・ニコラ・イン・カルチェーレ・トゥリアーノ（トゥリウス牢獄の聖ニコラ）の名義をもつ枢機卿だった」。 彼は確かにサン・ニコラ・イン・カルチェーレ (San Nicola in Carcere) が名義聖堂 (titular church) だったといわれるが、サン・セシリアが名義聖堂だったという説もある。 |                                                                                            |
| Via Tranſtiberina.                        | Via Tranſtiberina.                        | Calliſtus. iij. [sic]                                            | Guido Cremenſis Cardinalis S. Mariæ Tranſtiberim. | Guido Cremenſis Cardinalis S. Mariæ Tranſtiberim.                                          |
| 7.                                        | ティベリウス対岸への道                    | 対立教皇パスカリス3世 (1168–1178) Giovanni di Strumi             | 「サンタ・マリア・イン・トラステヴェレの枢機卿グイド・ディ・クレマ」。 初出の解説は、この予言を対立教皇カリストゥス3世に当てはめており、パスカリス3世は次の予言に当てはめられているが、17世紀半ばのカリエールの解釈書では現在の形に修正されている。実際、サンタ・マリア・イン・トラステヴェレ聖堂 (Santa Maria in Trastevere) が名義聖堂だった枢機卿は、パスカリスの方である |                                                                                            |
| De Pannonia Thuſciæ.                      | De Pannonia Thuſciæ.                      | Paſchalis. iij. [sic]                                            | Antipapa. Hungarus natione, Epiſcopus Card. Tuſculanus. | Antipapa. Hungarus natione, Epiſcopus Card. Tuſculanus.                                    |
| 8.                                        | トゥスクルムのパンノニアより              | 対立教皇カリストゥス3世 (1164–1168) Guido di Crema               | 「対立教皇。ハンガリー出身で、トゥスクルムの司教枢機卿だった」。 上述の通り、当初の解説では順序が違っていた。カリストゥス3世は確かにハンガリー（パンノニア）出身だったが、トゥスクルムの司教枢機卿ではなかった。この点を認識する信奉者には、カリストゥス3世が、トゥスクルム出身のアレクサンデル3世に対抗して立ったパンノニア出身の対立教皇だったから、と解釈する者もいる。なお、カリストゥスの直後に対立教皇インノケンティウス3世がいたが、マラキの予言では彼についての標語も解説も存在しない。 |                                                                                            |
| Ex anſere cuſtode.                        | Ex anſere cuſtode.                        | Alexander. iij.                                                  | De familia Paparona. | De familia Paparona.                                                                       |
| 9.                                        | 守護者たる雁から                          | アレクサンデル3世 (1159–1181) Rolando (or Orlando) of Siena      | 「パパローナ家から」。 アレクサンデル3世はバンディネッラ家の出身だった可能性があり、その家は後にパパローナと改称し、家紋には雁を使っていた。しかし、彼が本当にその家の出身者だったかには議論がある。 |                                                                                            |
| Lux in oſtio.                             | Lux in oſtio.                             | Lucius. iij.                                                     | Lucenſis Card. Oſtienſis. | Lucenſis Card. Oſtienſis.                                                                  |
| 10.                                       | 入り口の光                                | ルキウス3世 (1181–1185) Ubaldo Allucingoli                       | 「ルッカ出身のオスティア枢機卿」。 標語の Lux は出身地のルッカもしくは教皇名のルキウスと、ostio はオスティア（司教枢機卿の名義）との言葉遊びになっている。 |                                                                                            |
| Sus in cribro.                            | Sus in cribro.                            | Vrbanus. iij.                                                    | Mediolanenſis, familia cribella, quæ Suem pro armis gerit. | Mediolanenſis, familia cribella, quæ Suem pro armis gerit.                                 |
| 11.                                       | 篩の中の豚                                | ウルバヌス3世 (1185–1187) Umberto Crivelli                       | 「ミラノ市民で、豚を家紋に使っているクリベッラ（クリヴェッリ）家出身」。 就任前の姓クリヴェッリはイタリア語で「篩」を意味し、その紋章には篩と2頭の豚が描かれていた。 |                                                                                            |
| Enſis Laurentii.                          | Enſis Laurentii.                          | Gregorius. viij.                                                 | Card. S. Laurentii in Lucina, cuius inſignia enſes falcati. | Card. S. Laurentii in Lucina, cuius inſignia enſes falcati.                                |
| 12.                                       | ラウレンティウスの剣                      | グレゴリウス8世 (1187) Alberto De Morra                          | 「サン・ロレンツォ・イン・ルチーナの枢機卿で、その紋章は曲刀だった」。 初出の解説どおり、彼はサン・ロレンツォ・イン・ルチーナ (San Lorenzo in Lucina) の枢機卿で、紋章は交差する剣だった。 |                                                                                            |
| De Schola exiet.                          | De Schola exiet.                          | Clemens. iij.                                                    | Romanus, domo Scholari. | Romanus, domo Scholari.                                                                    |
| 13.                                       | かの者は学舎から出るだろう                | クレメンス3世 (1187–1191) Paolo Scolari                          | 「スコラリ家出身のローマ人」。 「学舎」は就任前の姓であるスコラリとの言葉遊びになっている。 |                                                                                            |
| De rure bouenſi.                          | De rure bouenſi.                          | Cœleſtinus. iij.                                                 | Familia Bouenſi. | Familia Bouenſi.                                                                           |
| 14.                                       | 牛の里から                                | ケレスティヌス3世 (1191–1198) Giacinto Bobone                    | 「ボウェンシ家」。 直前の標語と同じように、就任前の姓と結びつく言葉遊びである。しかし、姓のボボネはいくつか記録されている綴りの揺れを考慮に入れても、牛とはつながらないという指摘もある。 |                                                                                            |
| Comes Signatus.                           | Comes Signatus.                           | Innocentius. iij.                                                | Familia Comitum Signiæ. | Familia Comitum Signiæ.                                                                    |
| 15.                                       | 徴を付けられた伯爵                        | インノケンティウス3世 (1198–1216) Lotario dei Conti di Segni     | 「セーニ伯爵家」。 セーニは「徴」の意味で、標語は就任前の姓に直結する。 |                                                                                            |
| Canonicus de latere.                      | Canonicus de latere.                      | Honorius. iij.                                                   | Familia Sabella, Canonicus S. Ioannis Lateranensis. | Familia Sabella, Canonicus S. Ioannis Lateranensis.                                        |
| 16.                                       | ラテラノの聖堂参事会員                    | ホノリウス3世 (1216–1227) Cencio Savelli                         | 「サヴェッリ家、サン・ジョバンニ・イン・ラテラノ大聖堂の参事会員」。 ホノリウス3世が実際にその参事会員だったかどうかには、異議を唱える歴史家もいる。 |                                                                                            |
| Auis Oſtienſis.                           | Auis Oſtienſis.                           | Gregorius. ix.                                                   | Familia Comitum Signiæ Epiſcopus Card. Oſtienſis. | Familia Comitum Signiæ Epiſcopus Card. Oſtienſis.                                          |
| 17.                                       | オスティアの鳥                            | グレゴリウス9世 (1227–1241) Ugolino dei Conti di Segni           | 「セーニ伯爵家で、オスティアの司教枢機卿」。 教皇就任前にはオスティアの司教枢機卿で、その紋章は鷲だった。 |                                                                                            |
| Leo Sabinus.                              | Leo Sabinus.                              | Cœleſtinus iiij.                                                 | Mediolanenſis, cuius inſignia Leo, Epiſcopus Card. Sabinus. | Mediolanenſis, cuius inſignia Leo, Epiſcopus Card. Sabinus.                                |
| 18.                                       | サビーナの獅子                            | ケレスティヌス4世 (1241) Goffredo Castiglioni                    | 「獅子を紋章としたミラノ市民でサビーナの司教枢機卿」。 彼はサビーナ (Sabina) の司教枢機卿で、紋章には獅子が用いられていた。 |                                                                                            |
| Comes Laurentius.                         | Comes Laurentius.                         | Innocentius iiij.                                                | domo flisca, Comes Lauaniæ, Cardinalis S. Laurentii in Lucina. | domo flisca, Comes Lauaniæ, Cardinalis S. Laurentii in Lucina.                             |
| 19.                                       | ラウレンティウス伯爵                      | インノケンティウス4世 (1243–1254) Sinibaldo Fieschi              | 「ラヴァーニャ伯フリスカ（フィエスキ）家の出身で、サン・ロレンツォ・イン・ルチーナの枢機卿」。 彼の父親はラヴァーニャ伯で、彼自身はサン・ロレンツォ・イン・ルチーナの司祭枢機卿だった。 |                                                                                            |
| Signum Oſtienſe.                          | Signum Oſtienſe.                          | Alexander iiij.                                                  | De comitibus Signiæ, Epiſcopus Card. Oſtienſis. | De comitibus Signiæ, Epiſcopus Card. Oſtienſis.                                            |
| 20.                                       | オスティアの徴                            | アレクサンデル4世 (1254–1261) Renaldo dei Signori di Ienne       | 「セーニ伯爵家の出身で、オスティアの司教枢機卿」。 彼はコンティ＝セーニ家の一員で、オスティアの司教枢機卿だった。 |                                                                                            |
| Hieruſalem Campanię.                      | Hieruſalem Campanię.                      | Vrbanus iiii.                                                    | Gallus, Trecenſis in Campania, Patriarcha Hieruſalem. | Gallus, Trecenſis in Campania, Patriarcha Hieruſalem.                                      |
| 21.                                       | カンパニアのエルサレム                    | ウルバヌス4世 (1261–1264) Jacques Pantaleon                      | 「シャンパーニュ地方トロワ出身のフランス人で、エルサレム総大司教」。 初出の解釈どおり、彼はシャンパーニュ（古称はカンパニア）のトロワ出身で、エルサレム総大司教 (Patriarch of Jerusalem) だった。 |                                                                                            |
| Draco depreſſus.                          | Draco depreſſus.                          | Clemens iiii.                                                    | cuius inſignia Aquila vnguibus Draconem tenens. | cuius inſignia Aquila vnguibus Draconem tenens.                                            |
| 22.                                       | 打ち倒された竜                            | クレメンス4世 (1265–1268) Guido Fulcodi                          | 「その紋章は爪で竜を捕まえる鷲である」。 古い文献には紋章は竜を掴んでいる鷲としているものがあり、初出の解説はそれに基づいているが、公式の紋章は六輪の百合の花である。実際には、鷲に打ち倒された竜の紋章はクレメンス4世がゲルフに与えた紋章であり、この点の不整合はメネストリエによってつとに批判されていた。信奉者の中にはクレメンスが与えた紋章なのだから彼に関わりあることに違いはないとしたり、彼が当時の教会にはびこっていたネポティズムを排したことを象徴的に予言したなどとする者もいる。 |                                                                                            |
| Anguinus uir.                             | Anguinus uir.                             | Gregorius. x.                                                    | Mediolanenſis, Familia vicecomitum, quæ anguẽ pro inſigni gerit. | Mediolanenſis, Familia vicecomitum, quæ anguẽ pro inſigni gerit.                           |
| 23.                                       | 蛇のごとき人                              | グレゴリウス10世 (1271–1276) Teobaldo Visconti                   | 「紋章に蛇を使っていたヴィスコンティ家出身のミラノ市民」。 ヴィスコンティ家の家紋は人を下半身から飲み込もうとしている蛇である。古い解釈書には、教皇が自身の紋章としても使っていたと主張するものもあった。 |                                                                                            |
| Concionator Gallus.                       | Concionator Gallus.                       | Innocentius. v.                                                  | Gallus, ordinis Prædicatorum. | Gallus, ordinis Prædicatorum.                                                              |
| 24.                                       | ガリアの説教者                            | インノケンティウス5世 (1276) Pierre de Tarentaise                | 「説教者修道会に属するガリア人」。 彼はフランス（古称はガリア）南東部の出身で、説教者修道会士だった。 |                                                                                            |
| Bonus Comes.                              | Bonus Comes.                              | Adrianus. v.                                                     | Ottobonus familia Fliſca ex comitibus Lauaniæ. | Ottobonus familia Fliſca ex comitibus Lauaniæ.                                             |
| 25.                                       | 善き伯爵                                  | ハドリアヌス5世 (1276) Ottobono Fieschi                          | 「ラヴァーニャ伯爵のフィエスキ家のオットボヌス」。 フィエスキ家 (Fieschi family) はラヴァーニャ伯爵で、善い (bonus) はオットボノ (Ottobono / Ottobonus) との言葉遊びになっている。 |                                                                                            |
| Piſcator Thuſcus.                         | Piſcator Thuſcus.                         | Ioannes. xxi.                                                    | antea Ioannes Petrus Epiſcopus Card. Tuſculanus. | antea Ioannes Petrus Epiſcopus Card. Tuſculanus.                                           |
| 26.                                       | トゥスクルムの漁師                        | ヨハネス21世 (1276–1277) Pedro Julião                            | 「以前はトゥスクルムの司教枢機卿ヨハンネス・ペトルス」。 彼はトゥスクルムの司教枢機卿 (Cardinal Bishop of Tusculum) で、就任前の名ペドロは、漁師だった聖ペトロに通じる。 |                                                                                            |
| Roſa compoſita.                           | Roſa compoſita.                           | Nicolaus. iii.                                                   | Familia Vrſina, quæ roſam in inſigni gerit, dictus compoſitus. | Familia Vrſina, quæ roſam in inſigni gerit, dictus compoſitus.                             |
| 27.                                       | 整頓された薔薇                            | ニコラウス3世 (1277–1280) Giovanni Gaetano Orsini                | 「紋章に薔薇を使ったオルシーニ家の出身で、コンポシトゥスと呼ばれた」 彼は紋章に薔薇を使っていた。そして、その謹厳さやきちんとした身なりから、コンポシトゥス（整頓された、整った）というあだ名で呼ばれたという。 |                                                                                            |
| Ex teloneo liliacei Martini.              | Ex teloneo liliacei Martini.              | Martinus. iiii.                                                  | cuius inſignia lilia, canonicus, & theſaurarius S. Martini Turonen[sis]. | cuius inſignia lilia, canonicus, & theſaurarius S. Martini Turonen[sis].                   |
| 28.                                       | 百合のマルティヌスの収税局から            | マルティヌス4世 (1281–1285) Simone de Brion                      | 「その紋章は百合で、トゥールのサン・マルタン教会の参事会員・出納役だった」。 彼は確かにトゥールのサン・マルタン（聖マルティヌス）教会の参事会員・出納役だった。しかし、初出の解説とちがい、その紋章に百合は使われていなかった。この点を認識する信奉者は、百合はフランスの紋章だから出身国を示しているとか、聖マルティヌス教会は複数の国にあるので、そのうちフランス国内のものであることを明示しているなどと説明している。 |                                                                                            |
| Ex roſa leonina.                          | Ex roſa leonina.                          | Honorius. iiii.                                                  | Familia Sabella inſignia roſa à leonibus geſtata. | Familia Sabella inſignia roſa à leonibus geſtata.                                          |
| 29.                                       | 獅子の薔薇より                            | ホノリウス4世 (1285–1287) Giacomo Savelli                        | 「サベッラ（サヴェッリ）家の出身で、紋章は獅子に支えられる薔薇だった」。 初出の解説どおり、紋章は2頭の獅子に支えられる薔薇だった。 |                                                                                            |
| Picus inter eſcas.                        | Picus inter eſcas.                        | Nicolaus. iiii.                                                  | Picenus patria Eſculanus. | Picenus patria Eſculanus.                                                                  |
| 30.                                       | 飼葉の中の啄木鳥                          | ニコラウス4世 (1288–1292) Girolamo Masci                         | 「ピケヌムの国のアスクルムの人」。 標語のピクスとエスカスは、彼の出身地であるピケヌムのアスクルム（アスコリ・ピチェーノ）との、曖昧な言葉遊びになっている。 |                                                                                            |
| Ex eremo celſus.                          | Ex eremo celſus.                          | Cœleſtinus. v.                                                   | Vocatus Petrus de morrone Eremita. | Vocatus Petrus de morrone Eremita.                                                         |
| 31.                                       | 隠者から引き立てられた者                  | ケレスティヌス5世 (1294) Pietro Di Murrone                       | 「隠者のペトルス・デ・モロネが召喚された」。 ケレスティヌス5世は教皇選出前に隠遁生活を送っていた。 |                                                                                            |
| Ex undarũ bñdictione.                     | Ex undarũ bñdictione.                     | Bonifacius. viii.                                                | Vocatus prius Benedictus, Caetanus, cuius inſignia undæ. | Vocatus prius Benedictus, Caetanus, cuius inſignia undæ.                                   |
| 32.                                       | 波の祝福から                              | ボニファティウス8世 (1294–1303) Benedetto Caetani                | 「ガエタ出身で以前にはベネディクトゥスと呼ばれており、紋章は波だった」。 彼の紋章には波模様があり、就任前の名前ベネデット（ベネディクトゥス）は、祝福 (bñdictione / benedictione) に対応する。 |                                                                                            |
| Concionator patereus. [sic]               | Concionator patereus. [sic]               | Benedictus. xi.                                                  | qui uocabatur Frater Nicolaus, ordinis Prædicatorum. | qui uocabatur Frater Nicolaus, ordinis Prædicatorum.                                       |
| 33.                                       | パタラからの説教者                        | ベネディクトゥス11世 (1303–1304) Nicholas Boccasini              | 「その者は説教者修道会に属し、修道士ニコラウスと呼ばれていた」。 初出の解説どおり彼は説教者修道会に属していた。彼の名前ニコラスは、パタラ出身の聖ニコラウスに通じる。19世紀の懐疑論者のオブライエンは、こうした結びつきに気づきにくい解説が展開されていることから、初出の解説をつけた者と偽作者は同一人物ではないかと疑っていた。 |                                                                                            |
| De feſſis aquitanicis.                    | De feſſis aquitanicis.                    | Clemens V.                                                       | natione aquitanus, cuius inſignia feſſæ erant. | natione aquitanus, cuius inſignia feſſæ erant.                                             |
| 34.                                       | アクイタニアの帯線によって                | クレメンス5世 (1305–1314) Bertrand de Got                        | 「アクイタニア出身で、紋章は帯線だった」。 彼はアキテーヌ地方（古称はアクイタニア）のボルドーの司教区に生まれ、ボルドー大司教になった。彼の紋章には紋章学上でフェス (fesses) といわれる3本の帯線があった。なお、原文の fessis はラテン語として不適切で意味が通らないことがつとに指摘されており、メネストリエは偽作者が無学であることを示す例としていた。信奉者側のジョゼフ・メートルは綴りを意味が通るように正しく fasciis と手直しした上で、原本の誤りではなくイタリア系の写字生による誤りだろうとして擁護した。                                                                                         |                                                                                            |
| De ſutore oſſeo.                          | De ſutore oſſeo.                          | Ioannes XXII.                                                    | Gallus, familia Oſſa, Sutoris filius. | Gallus, familia Oſſa, Sutoris filius.                                                      |
| 35.                                       | 骨ばった靴職人                            | ヨハネス22世 (1316–1334) Jacques Duese                           | 「オッサ家出身のガリア人で、靴職人の息子」。 メネストリエはこの教皇の父親はアルノー・デュエッサ (Arnaud Duessa) ないしドゥッス (Deusse) だったとして、オッサではなかったし、カオールの台帳では高額納税者として記録されていて、靴屋だったとは思えないと批判した。これに対して信奉者のジョゼフ・メートルは、オッサとしている記録もあると反論し、台帳については、その時点では靴職人をやめていたが、それ以前には靴修理工だった時期もあったと反論した。 |                                                                                            |
| Coruus ſchiſmaticus.                      | Coruus ſchiſmaticus.                      | Nicolaus V.                                                      | qui uocabatur F. Petrus de corbario, contra Ioannem XXII. Antipapa Minorita. | qui uocabatur F. Petrus de corbario, contra Ioannem XXII. Antipapa Minorita.               |
| 36.                                       | スキスマのカラス                          | 対立教皇ニコラウス5世(1328–1330) Pietro Rainalducci di Corvaro   | 「コルバリオのペトルス修道士、ヨハネス22世に対する対立教皇で小さき兄弟会の所属」。 彼の名前の最後の部分がカラス (Corvus) との言葉遊びになり、対立教皇であったことが「スキスマ」（シスマ）に対応する。 |                                                                                            |
| Frigidus Abbas.                           | Frigidus Abbas.                           | Benedictus XII.                                                  | Abbas Monaſterii fontis frigidi. | Abbas Monaſterii fontis frigidi.                                                           |
| 37.                                       | 冷たい大修道院長                          | ベネディクトゥス12世 (1334–1342) Jacques Fournier                | 「冷たい泉の大修道院の長」。 彼はナルボンヌ司教区のフォンフロワド修道院 （le monastère de Fontfroide, 「冷たい泉」の意味）の大修道院長だった。 |                                                                                            |
| De roſa Attrebatenſi.                     | De roſa Attrebatenſi.                     | Clemens VI.                                                      | Epiſcopus Attrebatenſis, cuius inſignia Roſæ. | Epiſcopus Attrebatenſis, cuius inſignia Roſæ.                                              |
| 38.                                       | アトレバテンシスの薔薇から                | クレメンス6世 (1342–1352) Pierre Roger                           | 「薔薇を紋章としていたアトレバテンシスの司教」。 彼はアラス（古称はエピスコプス・アトレバテンシス）の司教だったことがあり、紋章は6輪の薔薇だった。 |                                                                                            |
| De mõtibus Pãmachii.                      | De mõtibus Pãmachii.                      | Innocentius VI.                                                  | Cardinalis SS. Ioannis & Pauli. T. Panmachii, cuius inſignia ſex montes erant. | Cardinalis SS. Ioannis & Pauli. T. Panmachii, cuius inſignia ſex montes erant.             |
| 39.                                       | パンマキウスの山々から                    | インノケンティウス6世 (1352–1362) Etienne Aubert                 | 「パンマキウスの名義をもつ聖ヨハネ・聖パウロ聖堂の枢機卿で、その紋章は6つの山」。 彼はパンマキウスの名義を与えられ、カエリウスの丘の聖ヨハネ・聖パウロ聖堂の司祭枢機卿だった。初出も含む古い解釈では紋章に6つの山が含まれていたと説明されていたが、実際には獅子と貝殻が描かれており、その誤りはメネストリエによっても指摘されていた。信奉者の中には、「山々」は紋章ではなく、彼がリムーザンのモン村（Mont、「山」）出身で、クレルモン (Clermont) の司教となり、カエリウスの丘 (Caelius Mons) の聖堂の司教枢機卿となるなど、人生に多くの「山」（丘）と結びついたことを表現していると解釈しなおす者もいる。 |                                                                                            |
| Gallus Vicecomes.                         | Gallus Vicecomes.                         | Vrbanus V.                                                       | nuncius Apoſtolicus ad Vicecomites Mediolanenſes. | nuncius Apoſtolicus ad Vicecomites Mediolanenſes.                                          |
| 40.                                       | ガリアの子爵                              | ウルバヌス5世 (1362–1370) Guglielmo De Grimoard                  | 「ミラノの子爵たちへのローマ教皇大使」。 彼はフランス出身で、ミラノのヴィスコンティ家（Visconti, 語源は「子爵・副伯」）で教皇大使の任に当たっていた。 |                                                                                            |
| Nouus de uirgine forti.                   | Nouus de uirgine forti.                   | Gregorius XI.                                                    | qui uocabatur Petrus Belfortis, Cardinalis S. Mariæ nouæ. | qui uocabatur Petrus Belfortis, Cardinalis S. Mariæ nouæ.                                  |
| 41.                                       | 強き処女からの新参                        | グレゴリウス11世 (1370–1378) Pierre Roger de Beaufort            | 「彼はサンタ・マリーア・ヌオーヴァの枢機卿で、ペトルス・ベルフォルティスと呼ばれていた」。 彼の姓はボフォール（Beaufort, フランス語で beau は「美」、fort は「強い」）で、サンタ・マリーア・ヌオーヴァ（Santa Maria Nuova, 新しい聖マリアの意）の名義をもつ枢機卿だった。 |                                                                                            |
| Decruce Apoſtolica. [sic]                 | Decruce Apoſtolica. [sic]                 | Clemens VII.                                                     | qui fuit Preſbyter Cardinalis SS. XII. Apoſtolorũ cuius inſignia Crux. | qui fuit Preſbyter Cardinalis SS. XII. Apoſtolorũ cuius inſignia Crux.                     |
| 42.                                       | 使徒の十字架によって                      | 対立教皇クレメンス7世 (1378–1394) Robert, Count of Geneva        | 「彼は聖十二使徒の司祭枢機卿で、十字架を紋章としていた」。 彼はローマの聖十二使徒聖堂 (Santi Apostli) の司祭枢機卿で、家紋は十字に見えるものだった。これについては、5つの黄金の点と4つの紺色の点が調和しているもので、十字架というのは不適切だとしたメネストリエの批判がある。 |                                                                                            |
| Luna Coſmedina.                           | Luna Coſmedina.                           | Benedictus XIII.                                                 | antea Petrus de Luna, Diaconus Cardinalis S. Mariæ in Coſmedin. | antea Petrus de Luna, Diaconus Cardinalis S. Mariæ in Coſmedin.                            |
| 43.                                       | コスメディンの月                          | 対立教皇ベネディクトゥス13世 (1394–1423) Pedro de Luna           | 「以前の名はペトルス・デ・ルナで、サンタ・マリーア・イン・コスメディンの助祭枢機卿だった」。 彼の名はペドロ・デ・ルナ（ルナは月の意）で、紋章にも月が使われていた。そして、サンタ・マリーア・イン・コスメディン (Santa Maria in Cosmedin) の助祭枢機卿だった。 |                                                                                            |
| Schiſma Barchinoniũ.                      | Schiſma Barchinoniũ.                      | Clemens VIII.                                                    | Antipapa, qui fuit Canonicus Barchinonenſis. | Antipapa, qui fuit Canonicus Barchinonenſis.                                               |
| 44.                                       | バルキノのスキスマ                        | 対立教皇クレメンス8世 (1423–1429) Gil Sanchez Muñoz              | 「バルキノの教会参事会員だった対立教皇」。 彼はバルセロナ（古称はバルキノ）の教会参事会員だった人物で、36番と同じく「スキスマ」は対立教皇であることを指す。バチカンのリストでは脚注で扱われている人物だが、16世紀には他の教皇や対立教皇と同列に扱われていた。なお、同じく脚注で扱われている教皇には、対応する予言が存在しないベネディクトゥス14世がいる。 |                                                                                            |
| De inferno prægnãti.                      | De inferno prægnãti.                      | Vrbanus VI.                                                      | Neapolitanus Pregnanus, natus in loco quæ dicitur Infernus. | Neapolitanus Pregnanus, natus in loco quæ dicitur Infernus.                                |
| 45.                                       | 妊娠している地獄から                      | ウルバヌス6世 (1378–1389) Bartolomeo Prignano                    | 「ナポリ市民のプリニャノはインフェルノと呼ばれる場所で生まれた」。 彼の姓はプリニャノ (Prignano) ないしプリニャニ (Prignani) でラテン語の「妊娠している」（praegnans） に通じ、出生地であるナポリの場末はインフェルノ（Inferno, 地獄の意）と呼ばれていた。 |                                                                                            |
| Cubus de mixtione.                        | Cubus de mixtione.                        | Bonifacius. IX.                                                  | familia tomacella à Genua Liguriæ orta, cuius inſignia Cubi. | familia tomacella à Genua Liguriæ orta, cuius inſignia Cubi.                               |
| 46.                                       | 混成の立方体                              | ボニファティウス9世 (1389–1404) Pietro Tomacelli                 | 「リグーリア地方ジェノヴァのトマチェッリ家に生まれ、立方体を紋章としていた」。 彼の紋章は斜めに格子縞の帯が横切るものだった。この解釈には、格子縞と立方体は異なるものだというメネストリエの批判がある。 |                                                                                            |
| De meliore ſydere.                        | De meliore ſydere.                        | Innocentius. VII.                                                | uocatus Coſmatus de melioratis Sulmonenſis, cuius inſignia ſydus. | uocatus Coſmatus de melioratis Sulmonenſis, cuius inſignia ſydus.                          |
| 47.                                       | より良き星から                            | インノケンティウス7世 (1404–1406) Cosmo Migliorati               | 「スルモナのコスマトゥス・デ・メリオラティスと呼ばれ、その紋章は星だった」。 ラテン語の「より良い」（メリオル）は彼の姓ミリョラーティとの言葉遊びになっており、その紋章は流星だった。 |                                                                                            |
| Nauta de Ponte nigro.                     | Nauta de Ponte nigro.                     | Gregorius XII.                                                   | Venetus, commendatarius eccleſiæ Nigropontis. | Venetus, commendatarius eccleſiæ Nigropontis.                                              |
| 48.                                       | 黒き橋の船乗り                            | グレゴリウス12世 (1406–1415) Angelo Correr                       | 「ヴェネツィア出身者で、ネグロポンテの教会から聖職禄を受け取っていた」。 彼は水の都ヴェネツィアの出身で「船乗り」はそれを指す。また、ネグロポンテの教会から聖職禄を受け取る立場 (Commendatarius) にあった。標語はしばしば『ネグロポンテの船乗り』とも訳される。 |                                                                                            |
| Flagellum ſolis.                          | Flagellum ſolis.                          | Alexander. V.                                                    | Græcus Archiepiſcopus Mediolanenſis, inſignia Sol. | Græcus Archiepiſcopus Mediolanenſis, inſignia Sol.                                         |
| 49.                                       | 太陽の鞭                                  | 対立教皇アレクサンデル5世, Antipope (1409–1410) Petros Philarges | 「ミラノ大司教だったギリシア人で、その紋章は太陽だった」。 彼の紋章は太陽で、中央の円から鞭のように曲がりくねった光線が周囲に伸びているものだった。信奉者には、『太陽の災い』と訳して、「災い」は当時の教会大分裂期の対立教皇だったことを示すと解釈する者もいる。 |                                                                                            |
| Ceruus Sirenæ.                            | Ceruus Sirenæ.                            | Ioannes XXIII.                                                   | Diaconus Cardinalis S. Euſtachii, qui cum ceruo depingitur, Bononiæ legatus, Neapolitanus. | Diaconus Cardinalis S. Euſtachii, qui cum ceruo depingitur, Bononiæ legatus, Neapolitanus. |
| 50.                                       | セイレーンの鹿                            | 対立教皇ヨハネス23世 (1410–1415) Baldassarre Cossa               | 「鹿とともに描かれる聖エウスタキウスの助祭枢機卿である。ナポリ出身で、ボローニャの教皇特使だった」。 彼はパンテオンに隣接していた聖エウスタキウス施物分配所の助祭枢機卿で、エウスタキウスは伝説上、鹿と結びつきが深い。また、ヨハネス23世の出身地であるナポリはセイレーンとの結びつきが深く、紋章に取り入れていた。なお、原語の sirenae はラテン語として不正確で、siren ないし sirenis と綴るべきと指摘されており、このような不適切な表記を予言の正統性の議論に関連付ける者もいる。 |                                                                                            |
| Corona ueli aurei.                        | Corona ueli aurei.                        | Martinus V.                                                      | familia colonna, Diaconus Cardinalis S. Georgii ad uelum aureum. | familia colonna, Diaconus Cardinalis S. Georgii ad uelum aureum.                           |
| 51.                                       | 黄金の幕が付いた冠                        | マルティヌス5世 (1417–1431) Oddone Colonna                       | 「コロンナ家出身で、サン・ジョルジョ・イン・ヴェラブロの助祭枢機卿だった」。 彼の紋章は黄金の冠が載った円柱で、彼が名義を所有していたサン・ジョルジョ・イン・ヴェラブロ (San Giorgio in Velabro) は、「黄金の幕の聖ゲオルギウス」の転訛だという。17世紀以降の版では「黄金の幕が付いた円柱」 (Columna veli aurei) となっているものもあり、「冠」は明らかな誤植として彼の姓がコロンナ（円柱の意）であったことと結び付けられることがある。 |                                                                                            |
| Lupa Cœleſtina,                           | Lupa Cœleſtina,                           | Eugenius. IIII.                                                  | Venetus, canonicus antea regularis Cœleſtinus, & Epiſcopus Senẽſis. | Venetus, canonicus antea regularis Cœleſtinus, & Epiſcopus Senẽſis.                        |
| 52.                                       | 神々しい雌狼                              | エウゲニウス4世 (1431–1447) Gabriele Condulmaro                  | 「ヴェネツィア出身者で、ケレスティヌス会士やシエーナ司教だったことがあった」。 彼はケレスティヌス会（Celestines, ケレスティヌス5世が創設した修道会）の修道士で、市紋に雌狼を用いているシエーナの司教だった。標語はしばしば『ケレスティヌスの雌狼』と訳されることもある。 |                                                                                            |
| Amator Crucis.                            | Amator Crucis.                            | Felix. V.                                                        | qui uocabatur Amadæus Dux Sabaudiæ, inſignia Crux. | qui uocabatur Amadæus Dux Sabaudiæ, inſignia Crux.                                         |
| 53.                                       | 十字架の恋人                              | 対立教皇フェリクス5世 (1439–1449) Amadeus, Duke of Savoy         | 「この者はサヴォワ公アマデウスと呼ばれ、紋章は十字架だった」 彼の名アメデーオ (Amedeo) は「神を愛する者」の意で、紋章は十字架だった。 |                                                                                            |
| De modicitate Lunæ.                       | De modicitate Lunæ.                       | Nicolaus V.                                                      | Lunenſis de Sarzana, humilibus parentibus natus. | Lunenſis de Sarzana, humilibus parentibus natus.                                           |
| 54.                                       | 月の節度によって                          | ニコラウス5世 (1447–1455) Tommaso Parentucelli                   | 「ルーニ出身者で、サルザーナの慎み深い両親から生まれた」。 彼はルーニ (Luni, 古称は Luna）の司教管区に属するサルザーナの慎み深い両親のもとで生まれた。 |                                                                                            |
| Bos paſcens.                              | Bos paſcens.                              | Calliſtus. III.                                                  | Hiſpanus, cuius inſignia Bos paſcens. | Hiſpanus, cuius inſignia Bos paſcens.                                                      |
| 55.                                       | 草を食べる牛                              | カリストゥス3世 (1455–1458) Alfonso Borja                        | 「草を食べる牛を紋章としていたスペイン人」。 彼はボルジア家の出身で、家紋でもあった牛を紋章に使っていた。 |                                                                                            |
| De Capra & Albergo.                       | De Capra & Albergo.                       | Pius. II.                                                        | Senenſis, qui fuit à Secretis Cardinalibus Capranico & Albergato. | Senenſis, qui fuit à Secretis Cardinalibus Capranico & Albergato.                          |
| 56.                                       | 山羊と宿屋によって                        | ピウス2世 (1458–1464) Enea Silvio de Piccolomini                 | 「シエーナ出身で、カプラニクス、アルベルガトゥス両枢機卿の秘書だった」。 彼はカプラニカ枢機卿 (Cardinal Domenico Capranica) とアルベルガッティ枢機卿 (Cardinal Albergatti) の秘書だった。 |                                                                                            |
| De Ceruo & Leone.                         | De Ceruo & Leone.                         | Paulus. II.                                                      | Venetus, qui fuit Commendatarius eccleſiæ Ceruienſis, & Cardinalis tituli S. Marci. | Venetus, qui fuit Commendatarius eccleſiæ Ceruienſis, & Cardinalis tituli S. Marci.        |
| 57.                                       | 鹿と獅子によって                          | パウルス2世 (1464–1471) Pietro Barbo                             | 「ヴェネツィア出身者で、チェルヴィアの教会の聖職禄を受けていたことがあり、サン・マルコの名義をもつ枢機卿だった」。 彼はチェルヴィア (Cervia) の教会で司教禄を受けていたことがあり、サン・マルコ大聖堂の名義を持つ枢機卿であった。その名の由来となった聖マルコの象徴は獅子である。パウルス2世が紋章に獅子を用いていたことを指摘する者もいる。 |                                                                                            |
| Piſcator minorita.                        | Piſcator minorita.                        | Sixtus. IIII.                                                    | Piſcatoris filius, Franciſcanus. | Piſcatoris filius, Franciſcanus.                                                           |
| 58.                                       | より小さき漁師                            | シクストゥス4世 (1471–1484) Francesco Della Rovere               | 「漁師の息子でフランシスコ会士」。 彼は漁師の息子で、小さき兄弟会の修道士だった。小さき兄弟会の創設がマラキの死後であることから、この言及を予言の信憑性の議論と結びつける者もいる。 |                                                                                            |
| Præcurſor Siciliæ.                        | Præcurſor Siciliæ.                        | Innocentius VIII.                                                | qui uocabatur Ioãnes Baptiſta, & uixit in curia Alfonſi regis Siciliæ. | qui uocabatur Ioãnes Baptiſta, & uixit in curia Alfonſi regis Siciliæ.                     |
| 59.                                       | シチリアからの先駆者                      | インノケンティウス8世 (1484–1492) Giovanni Battista Cibò         | 「その者はヨハンネス・バプティスタと呼ばれ、シチリア王アルフォンソの宮廷で過ごした」。 彼はシチリア王宮で過ごしたことがあり、名のジョヴァンニ・バッティスタは、イエス・キリストの先駆者バプテスマのヨハネに由来する。 |                                                                                            |
| Bos Albanus in portu.                     | Bos Albanus in portu.                     | Alexander VI.                                                    | Epiſcopus Cardinalis Albanus & Portuenſis, cuius inſignia Bos. | Epiſcopus Cardinalis Albanus & Portuenſis, cuius inſignia Bos.                             |
| 60.                                       | 港のアルバ牛                              | アレクサンデル6世 (1492–1503) Rodrigo de Borgia                  | 「アルバーノとポルトの司教枢機卿で、その紋章は牛だった」。 彼はたしかにアルバーノ (Albano) とポルト (Porto) の司教枢機卿で、紋章には牛が使われていた。 |                                                                                            |
| De paruo homine.                          | De paruo homine.                          | Pius. III.                                                       | Senenſis, familia piccolominea. | Senenſis, familia piccolominea.                                                            |
| 61.                                       | 小さき人から                              | ピウス3世 (1503) Francesco Todeschini Piccolomini                | 「シエーナのピッコロミニ家の出身」。 彼の姓ピッコロミーニ (Piccolomini) は piccolo （小さい）、uomini （人）に通じる。 |                                                                                            |
| Fructus Iouis iuuabit.                    | Fructus Iouis iuuabit.                    | Iulius. II.                                                      | Ligur, eius inſignia Quercus, Iouis arbor. | Ligur, eius inſignia Quercus, Iouis arbor.                                                 |
| 62.                                       | ユピテルの実が助けるだろう                | ユリウス2世 (1503–1513) Giuliano Della Rovere                    | 「ジェノヴァ出身者で、ユピテルの木であるクエルクス（オーク）を紋章にしていた」。 彼の紋章はオークで、その木は初出の解説にもあるように、ユピテルの象徴である。 |                                                                                            |
| De craticula Politiana.                   | De craticula Politiana.                   | Leo. X.                                                          | filius Laurentii medicei, & ſcholaris Angeli Politiani. | filius Laurentii medicei, & ſcholaris Angeli Politiani.                                    |
| 63.                                       | ポリティアヌスの焼き網から                | レオ10世 (1513–1521) Giovanni de Medici                          | 「ロレンツォ・デ・メディチの息子で、アンジェロ・ポリツィアーノの門下生」。 彼はポリツィアーノ（ポリティアヌス）の門下生だった。また、父の名ロレンツォ (Lorenzo) は焼き網の拷問で殉教した聖ラウレンティウス (Laurentius) に対応する。 |                                                                                            |
| Leo Florentius.                           | Leo Florentius.                           | Adrian. VI.                                                      | Florẽtii filius, eius inſignia Leo. | Florẽtii filius, eius inſignia Leo.                                                        |
| 64.                                       | フロレンティウスの獅子                    | ハドリアヌス6世 (1522–1523) Adriaen Florenszoon Boeyens          | 「フロレンティウスの息子で、紋章は獅子だった」。 彼の紋章は獅子だった。そして、彼自身の名にフローレンツが含まれている。初出の解説のように、父の名前がフロレンティウスに対応していると解釈する者たちもいる。 |                                                                                            |
| Flos pilei ægri.                          | Flos pilei ægri.                          | Clemens. VII.                                                    | Florentinus de domo medicea, eius inſignia pila, & lilia. | Florentinus de domo medicea, eius inſignia pila, & lilia.                                  |
| 65.                                       | 丸薬の花                                  | クレメンス7世 (1523–1534) Giulio de Medici                       | 「フィレンツェのメディチ家出身で、その紋章は丸薬と百合だった」。 彼の紋章は6つの丸薬で、その一番上の丸薬の中に3つの百合が描かれていた。 |                                                                                            |
| Hiacinthus medicorũ.                      | Hiacinthus medicorũ.                      | Paulus. III.                                                     | Farneſius, qui lilia pro inſignibus geſtat, & Card. fuit SS. Coſme, & Damiani. | Farneſius, qui lilia pro inſignibus geſtat, & Card. fuit SS. Coſme, & Damiani.             |
| 66.                                       | 医師たちのヒュアキントス                  | パウルス3世 (1534–1549) Alessandro Farnese                       | 「百合を紋章にしていたファルネーゼ家の者で、聖コスマスと聖ダミアンの枢機卿だった」。 彼の紋章は百合だが、ヒヤシンスを描いているとされることもある。紋章に描かれた花は紺色であり、通常の百合を描いたものではないという形で、百合とする見方に異を唱える者もいる。そして、彼が与えられていた名義の聖コスマスと聖ダミアンはどちらも医師だった。 |                                                                                            |
| De corona montana.                        | De corona montana.                        | Iulius. III.                                                     | antea uocatus Ioannes Maria de monte. | antea uocatus Ioannes Maria de monte.                                                      |
| 67.                                       | 山の冠によって                            | ユリウス3世 (1550–1555) Giovanni Maria Ciocchi del Monte         | 「以前はヨハンネス・マリア・デ・モンテと呼ばれていた」。 彼の紋章は山と、冠状の環になった棕櫚の葉だった。また、彼の両親はアレッツォ近郊のモンテ・サン＝サヴィーノ (Monte San-Savino) という町の出身で、姓にモンテ（Monte, 山の意）が付いたのもそのためだという。 |                                                                                            |
| Frumentum flocidum. [sic]                 | Frumentum flocidum. [sic]                 | Marcellus. II.                                                   | cuius inſignia ceruus & frumẽtum, ideo floccidum, quod pauco tempore uixit in papatu. | cuius inſignia ceruus & frumẽtum, ideo floccidum, quod pauco tempore uixit in papatu.      |
| 68.                                       | 取るに足らない小麦                        | マルケルス2世 (1555) Marcello Cervini                            | 「その紋章は鹿と小麦であり、取るに足らないというのは、教皇として短命だったからだ」。 彼の紋章は鹿と小麦であり、その在位期間は20日あまりの短いものだった。 |                                                                                            |
| De fide Petri.                            | De fide Petri.                            | Paulus. IIII.                                                    | antea uocatus Ioannes Petrus Caraffa. | antea uocatus Ioannes Petrus Caraffa.                                                      |
| 69.                                       | ペトロの信仰によって                      | パウルス4世 (1555–1559) Giovanni Pietro Caraffa                  | 「以前はヨハンネス・ペトルス・カラファと呼ばれていた」。 彼のフルネームは、ジョヴァンニ・ピエトロ・カラファで、ピエトロはペトロのイタリア名である。また、カラファは「大事な信仰」(cara fede, cara fé) の縮約とされる。 |                                                                                            |
| Eſculapii pharmacum.                      | Eſculapii pharmacum.                      | Pius. IIII.                                                      | antea dictus Io. Angelus Medices. | antea dictus Io. Angelus Medices.                                                          |
| 70.                                       | アスクレピオスの薬                        | ピウス4世 (1559–1565) Giovanni Angelo de Medici                  | 「以前はヨハンネス・アンゲルス・メディケスと呼ばれた」。 彼はメディチ家 (Medici) 出身だったので、それと結びつくと解釈される（ラテン語の medicina は薬、medicus は医師）。それに加えて、若いころに医学を学んでいたことと結びつける者もいる。 |                                                                                            |
| Angelus nemoroſus.                        | Angelus nemoroſus.                        | Pius. V.                                                         | Michael uocatus, natus in oppido Boſchi. | Michael uocatus, natus in oppido Boſchi.                                                   |
| 71.                                       | 林の中の天使                              | ピウス5世 (1566–1572) Antonio Michele Ghisleri                   | 「ミカエルと呼ばれ、ボスコの町で生まれた」。 彼はロンバルディア地方のボスコ（Bosco, 林の意）の出身で、ミドルネームのミケレ (Michele) は大天使ミカエルにちなむ。懐疑派のオブライエンは、初出の解説にはイタリア語の言葉遊びが多く混じっているにもかかわらず、それが何を意味するのか（上の例で言えば、「ボスコの町で生まれた」ことが標語とどう結びつくのか）が説明されていないため、それらを作成したのはイタリア人ではないかと推測していた。 |                                                                                            |
| Medium corpus pilarũ.                     | Medium corpus pilarũ.                     | Gregorius. XIII.                                                 | cuius inſignia medius Draco, Cardinalis creatus à Pio. IIII. qui pila in armis geſtabat. | cuius inſignia medius Draco, Cardinalis creatus à Pio. IIII. qui pila in armis geſtabat.   |
| 72.                                       | 球体の中心に胴体                          | グレゴリウス13世 (1572–1585) Ugo Boncompagni                     | 「その紋章は半分の竜で、球体を紋章としていたピウス4世によって枢機卿にされた」。 彼の紋章は中心に竜が配置されていたが、生まれたばかりで脚のない姿として描かれていた。また、彼は球体（丸薬）を紋章とするピウス4世によって枢機卿に任命された人物であった。 |                                                                                            |
| Axis in medietate ſigni.                  | Axis in medietate ſigni.                  | Sixtus. V.                                                       | qui axem in medio Leonis in armis geſtat. | qui axem in medio Leonis in armis geſtat.                                                  |
| 73.                                       | 徴の中央の心棒                            | シクストゥス5世 (1585–1590) Felice Peretti                       | 「紋章には獅子の中心に心棒が備わっていた」。 彼の紋章は大きく描かれた獅子の中央を斜めに帯線が横切るものだった。獅子が徴と書かれているのは、獅子が黄道十二宮を構成するサインのひとつだから、などと説明される。 |                                                                                            |
| De rore cœli.                             | De rore cœli.                             | Vrbanus. VII.                                                    | qui fuit Archiepiſcopus Roſſanenſis in Calabria, ubi mãna colligitur. | qui fuit Archiepiſcopus Roſſanenſis in Calabria, ubi mãna colligitur.                      |
| 74.                                       | 天の露によって                            | ウルバヌス7世 (1590) Giovanni Battista Castagna                  | 「その者はマナが集められていたカラブリア地方のロッサーノの大司教だった」。 彼はロッサーノ(Rossano)の大司教で、そこの樹液は「マナ」もしくは「天国の露」と称された。 |                                                                                            |

### 75番から111番目まで
グレゴリウス14世（在位1590年 - 1591年）に対応する75番よりも後の予言には、初出の時点で解説がついていなかった（公刊された1595年までに対応する75番から77番の標語には、教皇の名前だけは添えられている）。以下では、75番から111番までの標語とその解釈例や懐疑派による批判を挙げる。16世紀以降に対立教皇は存在しないので、教皇の配列には信奉者側にも懐疑派にも異論は見られない。
懐疑派は、当初から解説が付けられていた1590年までの予言に比べて、それ以降の予言では地名や姓名などを織り込んだ具体的な標語が激減している上、苦しい解釈が多くなっていると指摘している。また、結果として、ある教皇によく当てはまるとされる予言が、別の教皇にも同じ程度に当てはまる例もしばしば見られる。
| 1590年以降の予言       | 1590年以降の予言      | 1590年以降の予言                                                        | 1590年以降の予言 | 1590年以降の予言 |
| 番号                   | 標語                  | 教皇名（在位期間） 就任前の名                                           | 解釈と批判 | 紋章             |
| ---------------------- | --------------------- | ----------------------------------------------------------------------- | --- | ---------------- |
| Ex antiquitate Vrbis.  | Ex antiquitate Vrbis. | Gregorius. XIIII.                                                       | |                  |
| 75.                    | 町の古さによって      | グレゴリウス14世 (1590–1591) Niccolo Sfondrati                          | 上述のように、この標語は偽作者がシモンチェッリ枢機卿を教皇にするために作成したものであると指摘されている。信奉者は、実際に選ばれたグレゴリウス14世がミラノの評議員 （senator） の息子であり、senator の語源が「古い人、老いた人」の意味であることから当てはまると解釈したり、ミラノ自体が紀元前400年ごろに建設された古い都市であると解釈するなどした。ほかに、フランス語では「ミラノ」（Milan, ミラン）は「千年」（Mille ans, ミラン）の語呂合わせになるといった解釈も行われている。 |                  |
| Pia ciuitas in bello.  | Pia ciuitas in bello. | Innocentius. IX.                                                        | |                  |
| 76.                    | 戦時の篤信の都市      | インノケンティウス9世 (1591) Giovanni Antonio Facchinetti               | この標語の「都市」は、彼の出身地である篤信で有名なボローニャとされたり、彼がエルサレムの名誉総大司教であったことから、エルサレムと解釈されたりした。ほか、この時期にカトリック同盟がアンリ4世に強く抵抗していたパリのこととする解釈もある。偽作説の中には、これもオルヴィエートと解釈できる（つまり、シモンチェッリが選出される機会を2度設定していた）とする指摘がある。 |                  |
| Crux Romulea.          | Crux Romulea.         | Clemens. VIII.                                                          | |                  |
| 77.                    | ロームルスの十字架    | クレメンス8世 (1592–1605) Ippolito Aldobrandini                         | 彼の紋章のデザインは、一本の直線に何本もの直線が直交する帯模様であり、あたかも多重のローマ十字架（教皇十字架）であるかのように見えた。メネストリエはそのような帯模様を教皇十字架と解釈する強引さを批判していた。信奉者側のほかの解釈としては、日本二十六聖人の大殉教事件と結びつける説もある。その事件はこの教皇の在位期間に起こり、19世紀に彼らを列聖したのは『十字架の十字架』（101番）に対応するピウス9世だった。 |                  |
| Vndoſus uir.           |                       |                                                                         | |                  |
| 78.                    | 波打つ人              | レオ11世 (1605) Alessandro Ottaviano De Medici                          | 彼の在位期間は1ヶ月もなく、教皇として寄せては消える波のような儚い存在だった。懐疑的な視点では、『蛇のごとき人』（23番）や『波の祝福から』（32番）との対比から、これも紋章を念頭に置いていたのではないかとも指摘された。しかし、この教皇はメディチ家出身であり、波を思わせる紋章ではなかった。 |                  |
| Gens peruerſa.         |                       |                                                                         | |                  |
| 79.                    | 邪悪な種族            | パウルス5世 (1605–1621) Camillo Borghese                                | 信奉者たちは、パウルス5世の紋章に使われていた鷲と竜が、しばしば邪悪な種族と呼ばれると主張している。逆に、それらは邪悪な種族とは呼べないから、パウルス5世がボルゲーゼ家出身であることを予言したという解釈もある。他方で懐疑論者からは、どの教皇の在位期間にも教皇本人ないし関連人物の中に、「邪悪な種族」くらいは容易に見付かるとも指摘されている。 |                  |
| In tribulatione pacis. |                       |                                                                         | |                  |
| 80.                    | 平和の煩悶の中で      | グレゴリウス15世 (1621–1623) Alessandro Ludovisi                        | 彼がローマ教皇大使だった時には、サヴォイア公国、フランス、スペインの間に平和をもたらそうと奔走したとか、彼が枢機卿になったのはサヴォイア公とマントヴァ公の間に和平が成立した後だったとか、彼が勅令によってコンクラーヴェを秘密投票方式にしたなどと解釈されるが、定説化した見解はなく、1590年以前の標語には見られなかった曖昧さであることも指摘される。 |                  |
| Lilium et roſa.        |                       |                                                                         | |                  |
| 81.                    | 百合と薔薇            | ウルバヌス8世 (1623–1644) Maffeo Barberini                              | この標語も、本来は紋章を想定したものだったのではないかと指摘されている。しかし、彼の紋章は3匹の蜜蜂で、百合も薔薇も描かれていなかったため、百合も薔薇も花粉を集めるミツバチと縁があるなどという形で結び付けられる。あるいは、同じ教皇名のウルバヌス4世の紋章が百合と薔薇（21番参照）だったことと結びつける者もいる。ほかには、彼の出身地のフィレンツェの市章が百合であるとか、百合に象徴されるフランスのヘンリエッタ・マリアと薔薇に象徴されるイングランドのチャールズの結婚に許しを与えたとか、彼の在位期間と重なる三十年戦争中には英仏の同盟が結ばれたなどと解釈される。 |                  |
| Iucunditas crucis.     |                       |                                                                         | |                  |
| 82.                    | 十字架の法悦          | インノケンティウス10世 (1644–1655) Giovanni Battista Pamphili           | 彼は聖十字架挙栄祭の祝日（9月14日）に教皇に選ばれた。 |                  |
| Montium cuſtos.        |                       |                                                                         | |                  |
| 83.                    | 山々の守護者          | アレクサンデル7世 (1655–1667) Fabio Chigi                               | 彼の家紋は星の下に連なる小山で、それと結び付けられることがしばしばである。一方、その解釈だと「守護者」が何を指すか曖昧だという指摘もある。 |                  |
| Sydus olorum.          |                       |                                                                         | |                  |
| 84.                    | 白鳥たちの星          | クレメンス9世 (1667–1669) Giulio Rospigliosi                            | 信奉者たちは「星」について、彼の出身地であるピストイアを流れる川が星を意味するステッラ川 (Stella) だと解釈している。また、「白鳥」については、彼が教皇選出時にバチカンの「白鳥の間」という部屋にいたと解釈されることがしばしばだが、そのような話は信奉者たちの解釈書以外に見られないとも指摘されている。 |                  |
| De flumine magno.      |                       |                                                                         | |                  |
| 85.                    | 大きな川より          | クレメンス10世 (1670–1676) Emilio Altieri                               | 彼はローマの出身で、同市内を流れるテヴェレ川は、彼が生まれたときに氾濫したと主張する信奉者たちがいる。しかし、この説については、信奉者の中にさえ疑いを向ける者がいる。また、彼がアルティエリ家の出身者であることから、アルティエリをスペイン語のアルト・リオ（Alto rio, 深い川）との言葉遊びと見なす者もいる。メネストリエはこうした解釈について、マラキもこの教皇もスペイン人でなく、マラキがスペイン語に通じていたかも定かではないと批判していた。 |                  |
| Bellua inſatiabilis.   |                       |                                                                         | |                  |
| 86.                    | 貪婪な獣              | インノケンティウス11世 (1676–1689) Benedetto Odescalchi                 | 彼の紋章には獅子と鷲が描かれていたので、どちらか一方（特に前者）が「貪婪な獣」に対応するとされる。ただし、獅子が本当に「貪婪な獣」と呼べるかには議論がある。ほかの解釈としては、インノケンティウス11世がチーボ枢機卿 (Cibo) に頼っていたことから、チーボ（イタリア語で食料の意）なしにはいられないことを表現していると解釈されることもある。 |                  |
| Pœnitentia glorioſa.   |                       |                                                                         | |                  |
| 87.                    | 栄えある悔悛          | アレクサンデル8世 (1689–1691) Pietro Ottoboni                           | 信奉者たちは、彼が聖ブルーノの祝日（10月6日）に教皇に選ばれたこと（聖ブルーノは清貧と祈禱を重視するカルトジオ会を設立した）と結びつけたり、この教皇が在位期間中に「栄えある悔悛」(Poenitentia gloriosa) と刻んだメダルを発行したと主張したり、この教皇の在位期間中にガリカニスムの一部の聖職者たちが悔い改めを表明したことと解釈するなどしている。他方で、「栄えある悔悛」など、どの教皇の在位期間にも見られるものだという批判がある。また、メネストリエは聖ブルーノの祝日とする解釈について、選ばれた日に関連する情報からこじつけるのでは、教皇個人について何も予言したことになっていないと批判した。 |                  |
| Raſtrum in porta.      |                       |                                                                         | |                  |
| 88.                    | 門の熊手              | インノケンティウス12世 (1691–1700) Antonio Pignatelli                   | 彼はナポリ城門近くに邸宅のあったピニャテッリ家の出身で、この一族はピニャテッリ・デル・ラステッロ（Pignatelli del Rastello, ラステッロは熊手の意）と呼ばれることがあった、と解釈される。その出典としてインノケンティウス12世とほぼ同時代の予言解釈書を挙げる信奉者がいる一方で、この人物は単にピニャテッリとだけ呼ばれるのが普通である。19世紀や20世紀の信奉者たちの中には、「熊手」と結びつけるのは難しいとする者たちがいるだけでなく、ラステッロなどというあだ名を記した史料はいっさい見付けられなかったと言い切る者さえいる。 |                  |
| Flores circundati.     |                       |                                                                         | |                  |
| 89.                    | 花々に囲まれて        | クレメンス11世 (1700–1721) Giovanni Francesco Albani                    | 彼の出身地のウルビーノは市章が花飾りであったと解釈される。ただし、信奉者の中でさえも、その解釈に疑問を呈する者はいた。ほかの解釈としては、この教皇が在位期間に「花々に囲まれて」と刻んだメダルを発行したというものがある。 |                  |
| De bona religione.     |                       |                                                                         | |                  |
| 90.                    | 善き信心によって      | インノケンティウス13世 (1721–1724) Michelangelo dei Conti               | この教皇は何人もの教皇を輩出していたコンティ家の出身だった。懐疑論者の中には、『善き伯爵』（25番）の「善き」が教皇の就任前の名と結びついていたことから、同じような視点で偽作されたものだった可能性を指摘する者もいる。 |                  |
| Miles in bello.        |                       |                                                                         | |                  |
| 91.                    | 戦時の兵士            | ベネディクトゥス13世 (1724–1730) Pietro Francesco Orsini                | この標語は、教皇が峻厳な性格で、華美を戒めたことなどと結び付けられ、「テモテへの手紙二」2章3節でイエス・キリストの兵士となるように説かれていることなどが引き合いに出される。また、武勇で知られるオルシーニ家の出身だからとも解釈される。他方で懐疑派からは、どの教皇の在位期間にも戦いは起こるものだという批判がある。 |                  |
| Columna excelſa.       |                       |                                                                         | |                  |
| 92.                    | 高い円柱              | クレメンス12世 (1730–1740) Lorenzo Corsini                              | この標語は、彼がサン・ジョヴァンニ・イン・ラテラノ大聖堂に建てた礼拝堂に、パンテオンから流用した2本の円柱を用いたことや、ローマ市民たちが彼の死後に彼を偲ぶ銅像を立てたことなどと解釈される。また、彼がフラスカーティの司教枢機卿で、その都市のすぐ近くにはコロンナ（円柱の意）という小さな町があることと結び付けられることもある。懐疑的な視点では、『黄金の幕がついた円柱（冠）』（51番）との対比から、コロンナ家からの選出を念頭に置いたのではないかとされる。 |                  |
| Animal rurale.         |                       |                                                                         | |                  |
| 93.                    | 田園の動物            | ベネディクトゥス14世 (1740–1758) Marcello Lambertini                    | 信奉者たちには、彼のたゆまない勤勉な姿勢が牛に喩えられると解釈する者たちがいる。他方で、『草を食べる牛』（55番）などとの比較から、これも本来は紋章を念頭に置いて作成されたものだったのではないかという指摘もある。しかし、実際の紋章は生物が全く描かれていない帯模様で、標語に結びつけようがない。 |                  |
| Roſa Vmbriæ.           |                       |                                                                         | |                  |
| 94.                    | ウンブリアの薔薇      | クレメンス13世 (1758–1769) Carlo Rezzonico                              | 信奉者たちはしばしば、この教皇が在位期間中にフランシスコ会士を含む多くの人物を列聖したことと解釈した。フランシスコ会の象徴は薔薇であり、創設者である聖フランチェスコにゆかりのあるアッシジはウンブリア州にあるから、標語に結びつくとされる。ほかには、クレメンス13世がウンブリア地方リエーティの総督だったことがあり、その平原は香しい薔薇で有名な場所だからと解釈されることもある。 |                  |
| Vrſus uelox.           |                       |                                                                         | |                  |
| 95.                    | 機敏な熊              | クレメンス14世 (1769–1774) Lorenzo Giovanni Vincenzo Antonio Ganganelli | 信奉者たちはこの教皇の出身であるガンガネッリ家の家紋が走る熊だったと主張するが、客観的な出典を示していないため、疑わしいものとされている。ほかには、この教皇の在位期間よりも後に起きたフランス革命の萌芽を象徴しているとか、イエズス会の解散を命じた教皇自身を象徴しているなどと解釈される。懐疑的には、熊 (Ursus) が中世以来の予言文書ではしばしばオルシーニ家 (Orsini) を意味してきたことから、オルシーニ家出身の教皇が登場することを念頭に置いたのではないかとも言われている。 |                  |
| Peregrin’ apoſtolic’   |                       |                                                                         | |                  |
| 96.                    | 使徒のごとき巡礼者    | ピウス6世 (1775–1799) Giovanni Angelico Braschi                         | この標語は、この教皇が24年という長期に渡って教皇に地位にあったことと解釈される。ほかの解釈としては、本名のジョヴァンニが使徒ヨハネに由来していることと、教皇がローマを離れるのは異例となっていた時代にあって、晩年にはナポレオン・ボナパルトによるローマからの退去命令によって各地を転々とし、ヴァランスで客死したことなどが予言されているという説がある。他方で懐疑的には、Peregrin’ (Peregrinus) というのはイタリアの名家ペッリグリーニ (Pelligrini) が念頭に置かれていたのではないかとも言われている。 |                  |
| Aquila rapax.          |                       |                                                                         | |                  |
| 97.                    | 強欲な鷲              | ピウス7世 (1800–1823) Barnaba Chiaramonti                               | 信奉者たちは、この教皇が鷲を紋章とするナポレオン・ボナパルトとの確執で知られていることと結びつけている。懐疑派のオブライエンは教皇本人の紋章などとは適合しないことを踏まえ、この教皇の紋章だったら、『山々の守護者』（83番）や『十字架の十字架』（101番）の方がよほど的中とされたであろうことを指摘した。 |                  |
| Canis & coluber.       |                       |                                                                         | |                  |
| 98.                    | 犬と蛇                | レオ12世 (1823–1829) Annibale della Genga                               | 信奉者たちは、この教皇が犬のような警戒心と蛇のような抜け目なさを備えていたと解釈している。ほかに、彼が対決姿勢を示したカルボナリなどの秘密結社の隠喩と解釈されることもある。また、レオ12世の紋章が鷲だったことから、『強欲な鷲』（97番）と順番が違っているのではないかと解釈されることもある。この標語は懐疑論者から、1590年以降の曖昧な予言の中でも、特に説得的な解釈が困難な好例としてしばしば挙げられている。 |                  |
| Vir religioſus.        |                       |                                                                         | |                  |
| 99.                    | 篤信の人              | ピウス8世 (1829–1830) Francesco Saverio Castiglioni                     | 信奉者たちは、ラテン語で「信心深い」などの意味を持つ教皇名 Pius が標語の religiosus の類義語であることに対応していると解釈したり、彼が過去にも教皇を輩出したことのある家の出身だったことと結び付けたりしている。 |                  |
| De balneis Ethruriæ.   |                       |                                                                         | |                  |
| 100.                   | エトルリアの浴場から  | グレゴリウス16世 (1831–1846) Mauro, or Bartolomeo Alberto Cappellari    | 信奉者たちは、彼がトスカーナ地方（古称はエトルリア）のバルネウム（Balneum, 浴場の意）と呼ばれる場所で設立されたというカマルドリ会の修道士だったことと結び付けている。。 |                  |
| Crux de cruce.         |                       |                                                                         | |                  |
| 101.                   | 十字架の十字架        | ピウス9世 (1846–1878) Giovanni Maria Mastai Ferretti                    | 信奉者たちは、十字架を紋章とするサヴォイア家が深く関わったリソルジメントによって、この教皇が大きな苦難（十字架）を背負わされたと解釈している。懐疑的には、これも十字架を紋章とする人物や、イタリアのデル・クローチェ家 (Del Croce) を念頭に置いていた可能性が指摘されている。 |                  |
| Lumen in cœlo.         |                       |                                                                         | |                  |
| 102.                   | 空中の光              | レオ13世 (1878–1903) Gioacchino Pecci                                   | 彼の紋章は青地に流星であり、その予言とされる。懐疑的には、公刊される1595年以前の予言で流星の紋章を示す時には『より良き星から』（47番）という形で「星」と明言していたのだから、本当にレオ13世の紋章を見通していたのなら、ここでもそう表現したのではないかと指摘されている。 |                  |
| Ignis ardens.          |                       |                                                                         | |                  |
| 103.                   | 燃えさかる火          | 聖ピウス10世 (1903–1914) Giuseppe Sarto                                 | 信奉者たちは、彼の熱意の比喩であるとか、彼の在位期間最後の月に第一次世界大戦が勃発したことや、1908年のツングースカ大爆発などと結びつけている。 |                  |
| Religio depopulata.    |                       |                                                                         | |                  |
| 104.                   | 荒廃した宗教          | ベネディクトゥス15世 (1914–1922) Giacomo Della Chiesa                   | 信奉者たちは、彼の在位期間に、第一次世界大戦やロシア革命など、キリスト教人口の大幅な減少につながる大事件が起こったことと結び付けている。 |                  |
| Fides intrepida.       |                       |                                                                         | |                  |
| 105.                   | 不敵な信仰            | ピウス11世 (1922–1939) Achille Ratti                                    | 信奉者たちは、彼がファシズムや共産主義に対して敢然と批判したことと結びつけている。懐疑派のオブライエンの著書はこの教皇が就任するよりも前だったが、『ペトロの信仰によって』（69番）の「信仰」がカラファ家との言葉遊びだったことと比較するようコメントしていた。 |                  |
| Paſtor angelicus.      |                       |                                                                         | |                  |
| 106.                   | 天使的牧者            | ピウス12世 (1939–1958) Eugenio Pacelli                                  | 信奉者たちは、彼が非常に敬虔な教皇であったとか、ローマのサンタンジェロ橋（聖天使の意）近くで生まれたとか、この教皇の在位期間に聖母の幻像が多く出現したなどと解釈した。 |                  |
| Paſtor & nauta.        |                       |                                                                         | |                  |
| 107.                   | 牧者にして船乗り      | ヨハネ23世 (1958–1963) Angelo Giuseppe Roncalli                         | 信奉者たちは、この教皇が水の都ヴェネツィアの総大司教であったことと結び付けている。また、彼が第2バチカン公会議を主導したことと結びつける見解もある。もっとも、この教皇の在位期間の最後の年の時点で、ジャーナリストのジェス・スターンは、この教皇が船旅でもしないと的中したことにならないので信奉者が困っていると述べていた。なお、この教皇が選出されたコンクラーヴェの期間中、ニューヨーク大司教のフランシス・スペルマンがマラキの予言に関心を寄せ、羊を載せた小舟を使ってテヴェレ川を航行したという噂が、ローマ市内で聞かれたという。懐疑派からは、ヴェネツィア総大司教は20世紀に限ってもピウス10世とヨハネ・パウロ1世が経験しているので、この標語を彼らにも当てはめることは可能だし、「船乗り」を舟に喩えられるカトリック教会の長とまで拡大解釈すれば、どの教皇にも該当すると指摘されている。 |                  |
| Flos florum.           |                       |                                                                         | |                  |
| 108.                   | 花の中の花            | パウロ6世 (1963–1978) Giovanni Battista Enrico Antonio Maria Montini    | 信奉者たちは、彼の紋章が3輪の百合の花であったことと結び付けている。 |                  |
| De medietate lunæ.     |                       |                                                                         | |                  |
| 109.                   | 月の半分によって      | ヨハネ・パウロ1世 (1978) Albino Luciani                                 | 信奉者たちは、彼が「美しい月」という意味のベッルーノ司教区に生まれたとか、生まれた日や司祭になった日が上弦の月であったとか、教皇に選ばれた日が半月だったとか、歴史的にイスラム圏（三日月が象徴）との窓口になってきたヴェネツィアの総大司教だったなどと、様々に解釈している。 |                  |
| De labore solis.       |                       |                                                                         | |                  |
| 110.                   | 太陽の労働によって    | ヨハネ・パウロ2世 (1978–2005) Karol Wojtyła                             | この教皇が就任して間もない頃の信奉者たちは、彼がイタリアから見て東（日の出の方角）にあるポーランドの出身で、労働者だった経歴を持っていることなどと解釈した。もっともこの解釈は、信奉者からさえも批判が出ており、もしもイタリアよりも西から選ばれていたら日没の方角からの教皇と言われただろうという指摘もある。ほかの信奉者側の見解には、彼が日蝕の時に生まれたとか、太陽黒点の極大期に就任し、極小期に逝去したとか、太陽がめぐるように世界中を旅して回ったとか、「日出ずる国」日本を訪問した最初の教皇だったなどといった解釈がある。また、地動説を唱えたコペルニクスが学んだクラクフ出身であることと結びつける見解もあるが、強引だという評価もある。 |                  |
| Gloria oliuæ.          |                       |                                                                         | |                  |
| 111.                   | オリーブの栄光        | ベネディクト16世 (2005–2013) Joseph Ratzinger                           | 信奉者たちは、彼の教皇としての名前ベネディクトは、オリーブの枝をシンボルとするベネディクト会を創設した聖ベネディクトゥスに通じるなどと解釈している。なお、この教皇が就任する以前から、ベネディクト会との関連は指摘されていた。ベネディクト会には、聖ベネディクトゥスの予言として、世界の終末に先立つ悪との戦いでは、自分たちの修道会がカトリック教会を勝利に導くという伝説があったからだという。ただし、ベネディクト16世はベネディクト会出身ではない。懐疑派からは、オリーブが平和のシンボルであることと結びつければ、それに該当する業績を残したヨハネ・パウロ2世をはじめ、何人もの教皇にあてはまる曖昧な標語であることが指摘されている。 |                  |

### 最後の予言
111番目のあとに書かれているのは次の二文である。上の表と同じく原典のまま記載するが、1点だけ文字表記の制約上、忠実に再現できていない（後述の注釈を参照）。
- 「ローマ聖教会への極限の迫害の中で着座するだろう」(In psecutione. extrema S.R.E. sedebit.)
- 「ローマびとペトロ、彼は様々な苦難の中で羊たちを司牧するだろう。そして、7つの丘の町は崩壊し、恐るべき審判が人々に下る。終わり。」(Petrus Romanus, qui paſcet oues in multis tribulationibus : quibus tranſactis ciuitas ſepticollis diruetur, & Iudex tremẽdus iudicabit populum ſuum. Finis.)

以上の二文は初出である『生命の木』や1598年のルスカの版では二段落に分かれていた。これを一段落にまとめたのは、1624年のメシンガムの版が最初であり、以降その読み方が主として信奉者の間では踏襲されており、まとめて112番目と位置づけられることがしばしばである。
これをひとまとまりの予言ととらえ、信奉者たちは112番目の教皇のときに世界最終戦争が起こるのではないかとか、112番目はコンクラーヴェを経ないで教皇を僭称する人物になるのではないかとか、教皇庁から公認されることのないその人物こそが反キリストなのではないかなどと解釈してきた。
しかし、もとが二段落になっていることから、信奉者の中には『オリーブの栄光』の後に『迫害の中で』(In persecutione) と『ローマびとペトロ』(Petrus Romanus) に対応する2人の教皇が控えていると解釈する者もおり、今後、世界の終末やローマ教会の終焉が起こらなかったときに、さらに細分化させていって標語を増やし、予言の延命を図る信奉者が現われるのではないかとも推測されている。また、「迫害の中で」という条件付けなどから、111番目の『オリーブの栄光』と112番目の『ローマびとペトロ』の間には、まだ何代もの教皇が存在している可能性があるとして、『オリーブの栄光』から『ローマびとペトロ』に直結させない読み方も古くから提示されている。似たような読み方としては、現在では「迫害」(persecutione) の略と見なされている語が、初出では psecutione.と表記されていることから、prosecutioneの略と見た上で、現在では無視されているピリオドも活かし、「（予言はここで）区切り。ローマ聖教会は終末までその地位にあるだろう」と意訳する者もいる。この読み方の場合、112番目の予言で終末が来るとは解釈できず、111番目の後にローマ・カトリックがいくらでも続くと解釈できることになるという指摘もある。
根本的な点として、偽書説では、112番目とされるフレーズは予言としてでなく、結語のような注記として書き加えられたもので、聖マラキに帰せられている予言の部分には含まれていなかったという見解もある。